# Scacco alla regina (film 1969)
Scacco alla regina è un film del 1969 diretto da Pasquale Festa Campanile, liberamente tratto dal romanzo omonimo (1967) di Renato Ghiotto, tradotto nel 1969 in inglese con il titolo The Slave. Il doppiaggio italiano è a cura della SINC Cinematografica.

## Trama
Margaret è una celebre attrice arrogante e crudele, abituata ad essere servita e riverita dalle persone di cui si circonda. Arriva al suo servizio come dama di compagnia Silvia, una ragazza benestante ma che desidera essere sottomessa ad una padrona e che non ama vivere al di fuori della villa in cui lavora. Quando la sottomissione masochistica di Silvia, acquisendo tratti via via più erotici, assume sfumature omosessuali, l'attrice decide di metterla all'asta a una ristretta cerchia di amici, vendendola come schiava.

## Luoghi delle riprese
Il set principale del film - vale a dire la villa di Margaret (Rosanna Schiaffino) - è Villa Parisi a Frascati.